# Plavaná
Plavaná je jednou ze základních technik lovu ryb na udici a je to královská disciplína v lovu ryb udicí. Spočívá především v umístění přirozené nástrahy ve vodním sloupci, tzn. v libovolné hloubce od hladiny až po dno. Na plavanou se dá chytat celá řada ryb, avšak mezi ty nejčastější patří kapr, okoun, lín, amur a velká část bílých ryb.

## Vybavení
Plavaná je, co se týče vybavení, nejjednodušší rybářskou disciplínou. Lze ji provozovat pouze pomocí rybářské povolenky k lovu na svazové vodě nebo na soukromém rybníce, ve vlastním soukromém (zahradním) rybníce lze provozovat kdykoli. Lze použít vlasec jakékoliv tloušťky, čím je tenčí, tím méně je montáž nápadná. Základní nejjednodušší způsob navázání je navlečení splávku na kmenový vlasec dírkami a navázání určitého háčku (8 až 16 velikost) na konec kmenového vlasce. Po ustřihnutí kmenového přebytku po navázání stačí už jen přitisknout na určitá místa mezi splávkem a háčkem olůvka (0,05 g až 1 g). Poté stačí nabodnout na háček libovolnou nástrahu. Nejlepší jsou bílí masní červi, v tomto případě se použitá živá nástraha pohybuje i kroutí (napíchne se na háček za zadeček) a láká více ryby. Lehčí nástrahy (přesněji nástrahy menší hustoty, zejména pečivo) plavou na hladině, těžší (např. ovoce, červi, žížaly) klesají ke dnu.
Typicky se ovšem při plavané používá splávek, což je součást udice (sestavy), která drží nástrahu v určité pevně nastavené hloubce. Pomocí něj lze nástrahou velmi jemně manipulovat a umisťovat jí. Čím dále je splávek od háčku, tím je hlubší ponor nástrahy. Splávek také slouží jako indikátor záběru ryby. 
Při lovu na tzv. bič (prut bez oček) se nepoužívá naviják, přičemž vzdálenost nástrahy od břehu je omezena délkou prutu. Ten může měřit i více než 10 metrů. Díky moderním technologiím a výzkumu v oblasti materiálů (uhlíková a kevlarová vlákna) se začínají používat 13m děličky, které jsou přesnější v lovu ryb. Podle kategorií se také mění její délka – kategorie U15 (tj. do 15 let) používá 10m děličku, kat. U20 a ženy 11,5m děličku a kat. U25 a muži 13m děličku. V tuzemsku jsou pak tyto pruty doménou především závodní plavané, hlavním důvodem slabé rozšířenosti je vyšší pořizovací cena a také náročnost na ostatní vybavení, potřebné pro lov touto metodou. Není ale pravdou, že u prutu bez navijáku lze lovit pouze malé ryby. V případě většího úlovku je ryba zdolávána pomocí latexového amortizéru, který je instalován v koncové části prutu (nejčastěji v posledních 3 m). Amortizér (latexové vlákno, duté nebo plné, průměry od 0,6 mm do 3,0 mm) má roztažnost až 800 % a při správné manipulaci s prutem je možné zdolat i ryby těžší než 5 kg.
Pro lov na plavanou ve větších vzdálenostech, než umožňuje prut bez navijáku, se používají pruty s očky a navijákem (který bývá menší a lehčí než pro lov na položenou).  Na stojatých a pomalu tekoucích vodách se používají tzv. matchové pruty (jemné pruty délky kolem 4 m), které umožňují s lehkou koncovou montáží nahodit do značné vzdálenosti  (až přes 50 m). V proudnějších vodách se uplatňují tzv. boloňky, což jsou (relativně vzhledem k délce) lehké teleskopické pruty v obvyklých délkách 5–7 m, které (s vhodně sestavenou koncovou montáží) umožňují přesné vedení nástrahy při splouvání  po proudu.
Další důležitou součástí výbavy jsou vhodné nástrahy. Ty se vybírají podle ročního období a místa lovu (např. masní červi, malé žížaly, kousky pečiva, sterilovaná kukuřice – pro lov menších kaprovitých ryb; boilies, pelety, větší žížaly – pro lov kaprů). V chladnějším období jsou ryby více hlouběji, takže je lepší volit těžší nástrahy a v létě naopak lehčí, jelikož jsou u hladiny. Je vhodné se na vybraném místo pro lov zastavit pár dní dopředu a trochu ryby nakrmit. Kapři poté znají nástrahu a rychleji zaberou.

## Indikace záběru
Nejčastějším indikátorem záběru u plavané je již zmíněný splávek. Splávky se vyrábí nejčastěji ze dřeva nebo z plastu. Používají se nejčastěji pestré barvy, aby byl splávek dobře vidět. Při lovu bez splávku na hladině je možné orientovat se přímo pohledem na nástrahu, případně napínáním vlasce.

## Druhy lovených ryb v České republice
Na plavanou lze cíleně lovit všechny druhy ryb žijících v České republice. Loví se takto zejména kaprovité ryby na přirozené nástrahy a dravé ryby, a to převážně na živou rybičku.